# Lucas Cavallini
Lucas Daniel Cavallini, född 28 december 1992, är en kanadensisk fotbollsspelare som spelar för Tijuana. Han spelar även för Kanadas landslag.

## Uppväxt
Cavallini föddes i Kanada och har en argentinsk far och en kanadensisk mor. Han lämnade Kanada som 16-åring för att utveckla sin talang i Sydamerika.

## Landslagskarriär
Cavallini debuterade för Kanadas landslag den 13 augusti 2012 i en träningslandskamp mot Trinidad och Tobago.